# Славовица (Плевенская область)
Славовица (болг. Славовица) — село в Болгарии. Находится в Плевенской области, входит в общину Долна-Митрополия. Население составляет 580 человек.

## Политическая ситуация
В местном кметстве Славовица, в состав которого входит Славовица, должность кмета (старосты) исполняет Давид Манолов Петров (Болгарский земледельческий народный союз (БЗНС)) по результатам выборов правления кметства.
Кмет (мэр) общины Долна-Митрополия — Александр  Пенков Печеняков (Болгарская социалистическая партия (БСП)) по результатам выборов в правление общины.